# Angelo Braga
Angelo Braga (Busseto, 10 gennaio 1883 – Parma, 22 ottobre 1958) è stato un medico italiano.
Figlio di Giacomo, fornaio a Busseto. Si laureò in medicina all'Università di Parma a ventiquattro anni, e a ventotto vi conseguì la libera docenza. Partecipò come Maggiore Medico di complemento alla prima guerra mondiale e fu direttore di due grandi ospedali da campo. Diventò poi primario della II Divisione Medica dell'Ospedale Maggiore di Parma, carica che tenne senza interruzioni per 41 anni.
È ricordato, oltre che come esimio docente di medicina, come un medico-filosofo, appassionato del suo lavoro ma attento anche ai problemi sociali e politici del suo tempo. Durante l'occupazione nazista di Parma mise a disposizione la sua villa di Mariano, nelle vicinanze della città di Parma, per una riunione di oppositori al fascismo, che si tenne il 9 settembre 1943. In tale riunione vennero impostati i piani per la fase iniziale della lotta di liberazione nella provincia di Parma.
Un busto bronzeo che lo raffigura è posto nell'Istituto di patologia medica e semeiotica dell'università di Parma. Gli sono intitolate una strada di Mariano (precedentemente via Cocconi) e il Padiglione Braga dell'Ospedale Maggiore, che ospita attualmente la clinica psichiatrica dell'università di Parma.